# Poisson, Saône-et-Loire
Poisson är en kommun i departementet Saône-et-Loire i regionen Bourgogne-Franche-Comté i östra Frankrike. Kommunen ligger i kantonen Paray-le-Monial som tillhör arrondissementet Charolles. År 2022 hade Poisson 559 invånare.

## Befolkningsutveckling
Antalet invånare i kommunen Poisson
| Referens: INSEE |